# Tsukamurella sinensis
Tsukamurella sinensis es una especie de bacteria grampositiva del género Tsukamurella. Fue descrita en el año 2016. Su etimología se refiere a China. Es aerobia, inmóvil, catalasa positiva y oxidasa negativa. Crece en agar sangre con colonias blancas, secas y rugosas. También crece en agar infusión cerebro corazón, TSA y agar chocolate, pero no en MacConkey. Temperatura óptima de crecimiento de 37 °C, pero no crece a 10 °C ni a 42 °C. Se aisló de un hisopo conjuntival de un paciente con conjuntivitis en Hong Kong, por lo que puede causar conjuntivitis. 